# DDT-Gesetz
Das Gesetz über den Verkehr mit DDT (DDT-Gesetz) wurde am 7. August 1972 (BGBl. I S. 1385) in der Bundesrepublik Deutschland unterzeichnet. Der Bundestag hatte es am 21. Juni 1972 verabschiedet. Es trat am 10. November 1972, drei Monate nach der Veröffentlichung im Bundesgesetzblatt, in Kraft. Anlass für das umfassende Verbot von DDT waren seine ubiquitäre Verbreitung sowie die Persistenz in Verbindung mit einer Tendenz zur Anreicherung über die Nahrungskette (Biomagnifikation).
Nach dem DDT-Gesetz war es verboten, DDT und DDT-Zubereitungen herzustellen, einzuführen, in den Verkehr zu bringen, zu erwerben und anzuwenden. Seit 1977 untersagte das DDT-Gesetz auch die Herstellung und Ausfuhr von DDT. Das Ausfuhrverbot sollte einerseits die DDT-Belastung eingeführter Lebensmittel verringern. Zum andern sollte es zum Umweltschutz im Ausland beitragen, was rechtspolitisch nicht unumstritten war.
In Einzelfällen konnte das Bundesgesundheitsamt für wissenschaftliche Zwecke oder zur Synthese anderer Stoffe Ausnahmen vom Verbot zulassen.
Das DDT-Gesetz verbot auch das Inverkehrbringen von tierischen Lebensmitteln und Kosmetika, bei denen die DDT-Gehalte über bestimmten Höchstmengen lagen. Die Höchstmengen konnte das Bundesgesundheitsministerium per Verordnung festsetzen. Die Höchstmengen in Lebensmitteln und Tabak waren von 1982 an in der Pflanzenschutzmittel-Höchstmengenverordnung festgesetzt. Eine Verordnung über die maximalen DDT-Gehalte von Kosmetika erging nicht.
Mit dem 2. Gesetz zur Änderung des Chemikaliengesetzes vom 25. Juli 1994 wurde das DDT-Gesetz aufgehoben. Die dort enthaltenen Regelungen, soweit sie die Verbote des in den Verkehrbringens betrafen, wurden in den Anhang Abschnitt 1 der Chemikalien-Verbotsverordnung und soweit sie Herstellungs- und Verwendungsverbote betrafen, in den Anhang IV Nr. 20 der Gefahrstoffverordnung überführt (Art. 3 und Art. 4 Nr. 11 des 2. Änderungsgesetzes).
Der Grund für die Aufhebung des DDT-Gesetzes bzw. die Überführung seiner Inhalte in die Chemikalien-Verbotsverordnung und Gefahrstoffverordnung war eine Bereinigung der Rechtslage. Das DDT-Gesetz war das erste umfassende Verbot für Umweltchemikalien. Im Unterschied zu den späteren chemikaliengesetzlichen Regelungen war es noch als Einzelgesetz verabschiedet worden. Seit dem Chemikaliengesetz können derartige Regelungen aufgrund von § 17 ChemG erlassen werden, ebenso nach dem Pflanzenschutzgesetz oder dem Lebensmittel- und Bedarfsgegenständegesetz.